# Emerging Artists
Emerging Artists (укр. Нові артисти) — тижневий американський хіт-парадів артистів, що набувають популярності, який публікується в часописі «Білборд» починаючи з 2017 року.

## Історія створення
Перша спроба Billboard створити окремий хіт-парад для нових артистів датована 2014 роком. У партнерстві з соціальною мережею Twitter 27 травня 2014 року Billboard випустили два нових інтерактивних чарти Trending 140 та Emerging Artists. Перший з них показував пісні, які найчастіше поширювались в соціальних мережах за останню годину, та щотижня з'являвся в журналі під назвою Billboard Twitter Top Tracks. Другий містив найбільш популярні пісні у виконанні «артистів-початківців» (тих, хто мав менше ніж 50 тис. послідовників у Twitter, і чиї пісні не входили до 50 кращих в хіт-параді Hot 100), та потрапляв до друкованої версії часопису під назвою Billboard Twitter Emerging Artists. Ці хіт-паради мали більш точно відбити онлайн-взаємодію фанатів з артистами, подібно до вже існуючих чартів Social 50, On-Demand Songs та Streaming Songs.
У 2017 році замість набору чартів, створених Billboard та Twitter, з'явився оновлений хіт-парад Emerging Artists. На відміну від попередників, він виходив щотижня і за методикою підрахунку був схожим на хіт-парад Artist 100. Замість окремих пісень, він містив найбільш популярних нових виконавців, чиї пісні вже потрапили до чартів Hot 100, Billboard 200 та Social 50, проте не піднялись в них достатньо високо. Зокрема, вже не вважались «новими» та виключались з чарту виконавці, чиї пісні або альбоми хоч один раз досягали 25 позиції в загальних чартах Hot 100 або Billboard 200, або принаймні два рази з'являлись в десятці кращих пісень або альбомів в жанрових чартах (Hot Country Songs, Top Country Albums та аналогічних).
Перший перероблений список «нових артистів» з'явився на сайті Billboard 22 серпня 2017 року, та в друкованій версії журналу від 2 вересня 2017 року. Його очолив гурт альтернативного року Portugal. The Man. Також до п'ятірки увійшли кантрі-тріо Midland, кантрі-співачка Ліндсі Елл, хіп-хоп-співаки A Boogie Wit da Hoodie та Свей Лі з Rae Sremmurd.

## Найкращі нові артисти
Окрім тижневих чартів, Billboard щорічно публікував списки найкращих нових артистів, які також були побудовані на базі даних Hot 100, Billboard 200 та Social 50:
- 2006 — Кріс Браун
- 2007 — Daughtry[en]
- 2008 — Леона Льюїс
- 2009 — Леді Гага
- 2010 — Ke$ha
- 2011 — Wiz Khalifa
- 2012 — One Direction
- 2013 — Macklemore & Ryan Lewis[en]
- 2014 — Іггі Азалія
- 2015 — Fetty Wap
- 2016 — Брайсон Тіллер[en]
- 2017 — Lil Uzi Vert
- 2018 — Cardi B
- 2019 — Біллі Айліш
- 2020 — Родді Річ
- 2021 — Олівія Родріґо